# Ґузкі (Піський повіт)
Ґузкі (пол. Guzki, нім. Gusken) — село в Польщі, у гміні Біла Піська Піського повіту Вармінсько-Мазурського воєводства.
Населення — 52 особи (2011).

## Демографія
Демографічна структура станом на 31 березня 2011 року:
|          | Загалом | Допрацездатний вік | Працездатний вік | Постпрацездатний вік |
| -------- | ------- | ------------------ | ---------------- | -------------------- |
| Чоловіки | 34      | 11                 | 19               | 4                    |
| Жінки    | 18      | 8                  | 7                | 3                    |
| Разом    | 52      | 19                 | 26               | 7                    |